# Benjamin Peirce
Benjamin Peirce [ˈpɜrs], född 4 april 1809 i Salem, Massachusetts, USA död 6 oktober 1880 i Cambridge, Massachusetts, var en amerikansk astronom och matematiker, som utförde en av de första noggranna beräkningarna av Neptunus bana och undersökte stabiliteten hos planeten Saturnus ringsystem, som han ansåg uppbyggt av materia i flytande form.

## Biografi
Peirce var son till Benjamin Peirce (1778–1831), senare bibliotekarie vid Harvard, och Lydia Ropes Nichols Peirce (1781–1868). Efter examen vid Harvard University 1829 undervisade han i matematik i två år vid Round Hill School i Northampton och 1831 utnämndes han till professor i matematik vid Harvard. Han lade till astronomi i sitt uppdrag 1842 och stannade kvar som Harvardprofessor fram till sin död. Dessutom var han avgörande för utvecklingen av Harvards vetenskapliga läroplan, tjänstgjorde som universitetsbibliotekarie och var chef för U.S. Coast Survey från 1867 till 1874. År 1842 valdes han till medlem av American Philosophical Society och till utländsk ledamot av Royal Society of London 1852. 
Peirce var hängivet religiös, även om han sällan publicerade sina teologiska tankar. Han tillskrev Gud till att forma naturen på ett sätt som visar på effektiviteten av ren matematik, till att beskriva empiriska fenomen. Peirce betraktade "matematik som studie av Guds arbete med Guds varelser", enligt en encyklopedi.

## Vetenskapligt arbete
Benjamin Peirce betraktas ofta som den tidigaste amerikanska forskaren vars forskning erkändes som världsklass.

### Matematik
Inom talteorin bevisade han att det inte finns något udda perfekt tal med färre än fyra primtalsfaktorer.
Inom algebra var han känd för studier av associativa algebraiska uttryck. Han var först med att introducerade termerna idempotens och nilpotens 1870 för att beskriva element i dessa uttryck och han introducerade också Peircenedbrytningen.
Inom den matematiska filosofin blev han känd för uttalandet att "Matematik är vetenskapen som drar nödvändiga slutsatser". Peirces definition av matematik tillskrevs av hans son, Charles Sanders Peirce, som en hjälp till att initiera den konsekvensorienterade filosofin av pragmatism. Liksom George Boole trodde Peirce att matematik kunde användas för att studera logik. Dessa idéer utvecklades vidare av hans son Charles, som noterade att logik också inkluderar studier av felaktiga resonemang. Däremot försökte Gottlob Freges och Bertrand Russells senare logikprogram att basera matematiken på logiken.

### Statistik
Peirce föreslog vad som kom att kallas Peirces kriterium för statistisk behandling av avvikande värden, det vill säga av till synes extrema observationer. Hans idéer utvecklades ytterligare av hans son Charles. 
Han var  expertvittne i Howlandrättegången om testamenstsförfalskning, där han också fick hjälp av sin son Charles. Deras analys av den ifrågasatta signaturen visade att den liknade ett annat särskilt handstilsexempel så nära att risken för att en sådan matchning skedde slumpmässigt, dvs. av ren tillfällighet, var extremt liten.

## Namngivning
- Månkratern Peirce är uppkallad efter Peirce, liksom asteroiden 29463 Benjaminpeirce.
- Postdoktorala befattningar vid Harvard Universitys matematikavdelning nämns till hans ära som Benjamin Peirce Fellows and Lecturers.
- Det amerikanska kustundersökningsfartyget USCS Benjamin Peirce, i drift från 1855 till 1868, namngavs efter honom. [14]